# Afromyelois
Afromyelois é um gênero de mariposa pertencente à família Crambidae.